# 래이스 카드

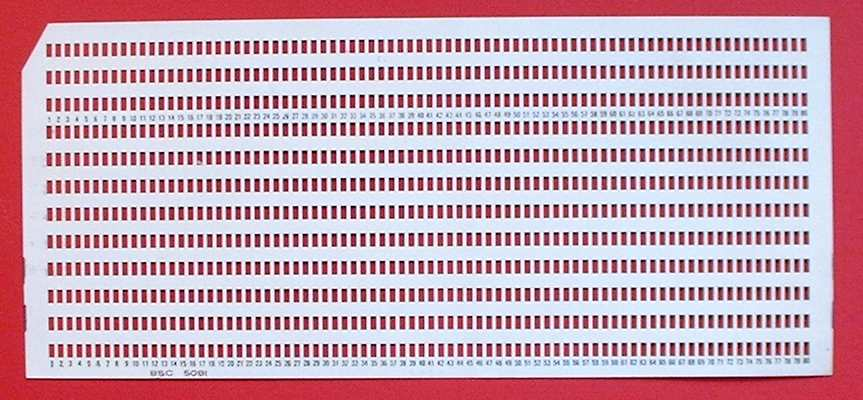
1970년대 초반 만들어진 레이스 카드.

레이스 카드(Lace card) 또는 야단법석 카드(whoopee card), 환풍기 카드(ventilator card), 플라이스웨터 카드(flyswatter card), IBM 도일리(IBM Doily)는 모든 곳에 구멍이 뚫린 천공 카드이다. 이 카드의 주된 용도는 천공 카드 기계에 불필요한 오류를 만들어내기 위해 사용하는 장난용이다. 레이스 카드를 삽입할 때 카드가 기계 내부의 펀치 인식기를 견디지 못하고 너무 약하게 부서져 버려 안에 걸려버렸다. 또한, 전원 공급 문제로 인해 레이스 카드를 만들기 위해 모든 구멍에 구멍을 뚫는 과정도 어려웠다. 레이스 카드를 리더기에 넣었을 때에는 카드 나이프나 카드 톱을 통해 안에 걸린 카드를 강제로 빼내야 했다.

## 같이 보기
- 장난 주제 목록
- 크리스마스 트리 패킷
- 블랙 팩스
- 서비스 거부 공격